# Iglesia de San Astvatsatsin (Kaurma)
La iglesia de San Astvatsatsin, también conocida como iglesia de San Jorge de Tontio (en georgiano: ტონთიოს წმინდა გიორგის ეკლესია) es una iglesia medieval en la aldea de Kaurma del municipio de Ninotsminda, Georgia.

## Historia
El templo data de los años 30 del siglo XI. Las inscripciones lapidarias mencionan al rey Jorge I de Georgia y al patriarca Melquisedec I de Georgia.
Originalmente fue una iglesia griega, pero en la década de 1850 fue consagrada por el rito de la iglesia armenia.
El 7 de noviembre de 2006, según el decreto del presidente de Georgia, la iglesia recibió la categoría de monumento cultural inmueble de importancia nacional.

## Arquitectura
Se trata de un edificio de piedra labrada de una sola nave (con dimensiones exteriores de 9,05 x 5,42 m), cuya única entrada se abre desde la fachada sur. En el muro norte se conserva la pila del baptisterio. De la decoración exterior de la iglesia destacan los marcos esculpidos de las ventanas. En las paredes se conservan inscripciones georgianas en asomtavruli.